# Molen van Dun
De Molen van Dun is een windmolenrestant in de tot de Antwerpse gemeente Hoogstraten behorende plaats Meerle, gelegen aan de Chaamseweg 41.
Deze ronde stenen molen van het type beltmolen fungeerde als korenmolen.

## Geschiedenis
In 1887 werd een standerdmolen opgericht, maar deze voldeed niet. Daarom werd in 1891, in de nabijheid van die molen een stenen molen gebouwd. In 1895 werd de molen getroffen door brand, waarna hij werd hersteld. In 1934 verloor de molen, tijdens een storm, de kap en het wiekenkruis.
Sindsdien werd het binnenwerk verwijderd. De romp werd afgeschermd met een kegelvormige kap, waarop zich een windwijzer bevindt.
- Inventaris van het Bouwkundig Erfgoed (Vlaanderen): 46658